# الشعيبة آل القاضي (لودر)

تعديل مصدري - تعديل

الشعيبة آل القاضي هي إحدى قرى عزلة زارة بمديرية لودر التابعة لمحافظة أبين، بلغ تعداد سكانها 50 نسمة حسب تعداد اليمن لعام 2004.